# Cha Tae-hyun

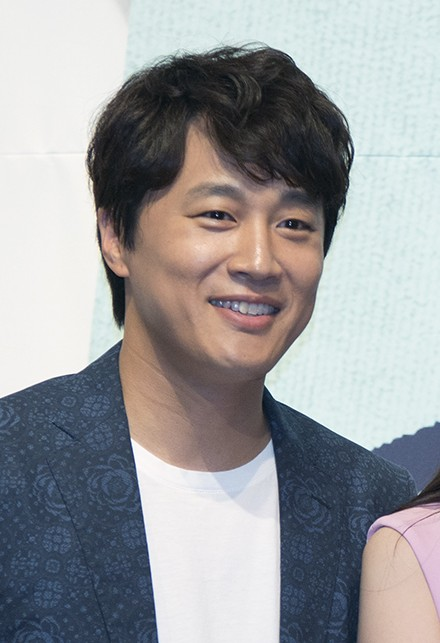
Cha Tae-hyun, 2015

Cha Tae-hyun (* 25. März 1976 in Seoul) ist ein südkoreanischer Schauspieler und Sänger. International ist er vor allem bekannt durch seine Rollen in den Komödien My Sassy Girl (2001) und Speedy Scandal (2008). Seit 2006 ist er mit der Songschreiberin Choi Suk-eun verheiratet und hat mit ihr einen Sohn und zwei Töchter.

## Filmografie

### Filme
- 1997: Hallelujah
- 2001: My Sassy Girl
- 2002: Lovers’ Concerto (연애소설)
- 2003: Crazy First Love
- 2003: Happy Ero Christmas (해피 에로 크리스마스)
- 2004: Two Guys
- 2005: Sad Movie (새드무비)
- 2005: My Girl and I (파랑주의보)
- 2007: Highway Star
- 2008: BABO (바보)
- 2008: Speedy Scandal (과속스캔들)
- 2010: Hello Ghost (헬로우 고스트)
- 2011: Champ (챔프)
- 2012: The Grand Heist (바람과 함께 사라지다)

### Fernsehserien
- 1995: Our Sunny Days of Youth
- 1996: Papa
- 1996: Looking Into Each Other’s Eyes and Loving Each Other
- 1996: Daughter-in-law’s Three Kingdoms
- 1997: First Love (첫사랑)
- 1997: Ready Go!
- 1998: Shy Lover
- 1998: Sunflower
- 1999: Happy Together
- 1999: I’m Still Loving You
- 1999: Into the Sunlight
- 2000: Juliet’s Man
- 2004: Prince’s First Love
- 2007: Flowers for My Life
- 2008: General Hospital 2
- 2012: Jeon Woo-chi
- 2015: Producer
- 2023: Moving (무빙)